# Tolhuistuin

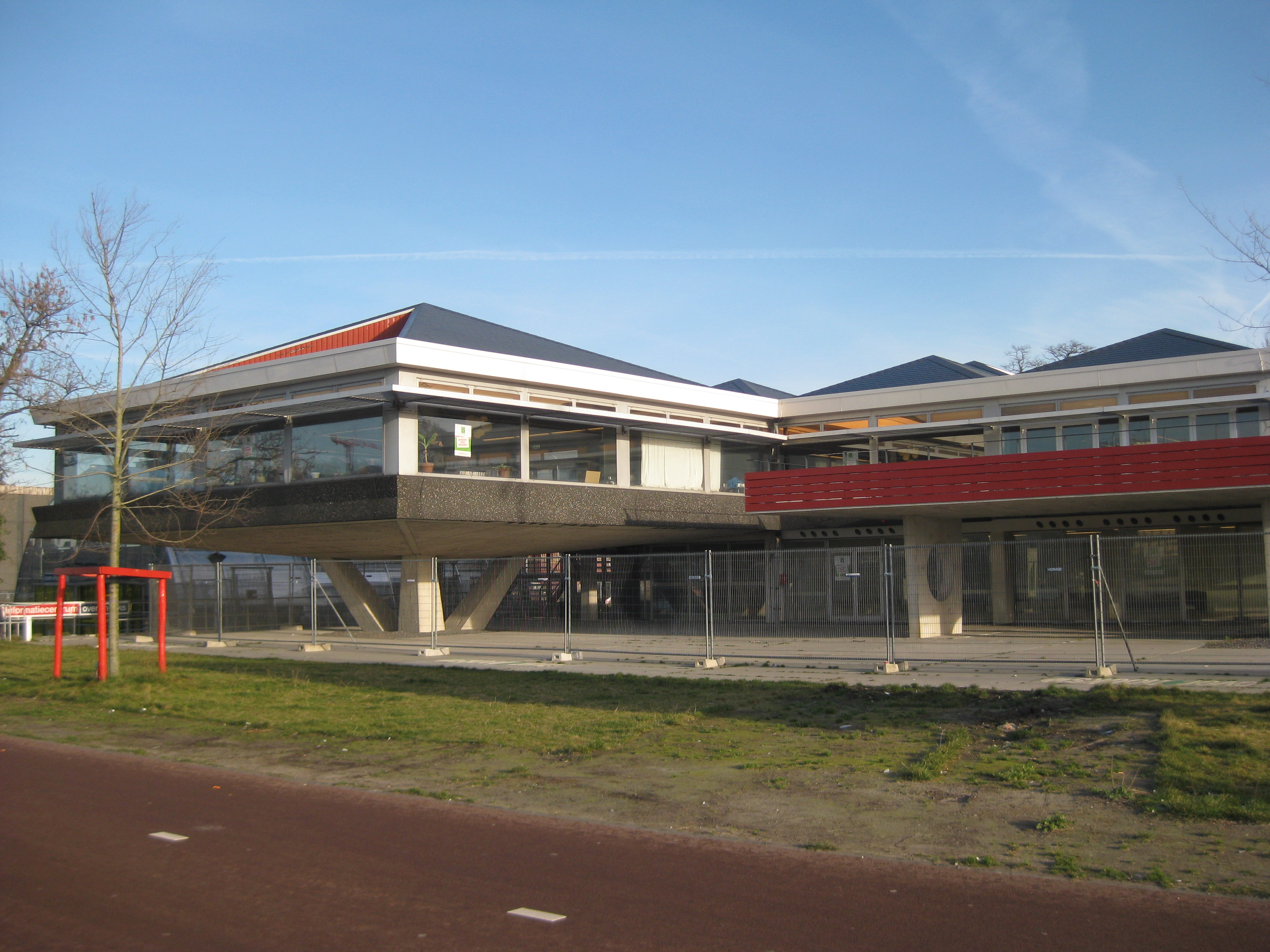
De voormalige Shell-kantine voor de verbouwing

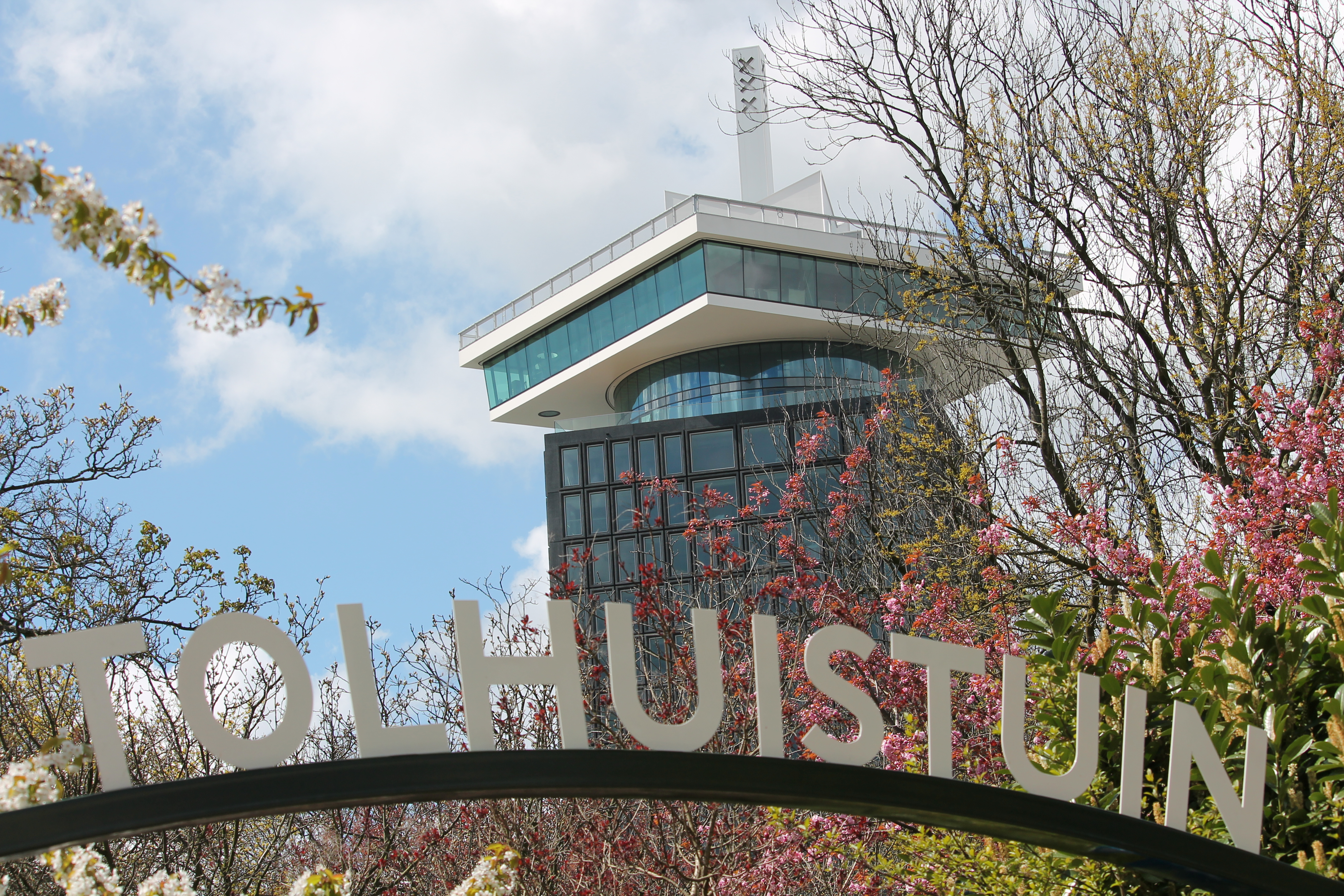
Tolhuistuin met Shell-toren op achtergrond

De Tolhuistuin is een cultureel centrum aan de IJ-oever in Amsterdam-Noord in het voormalige bedrijfsrestaurant van het Koninklijke/Shell Laboratorium Amsterdam. Het gebouw maakt deel uit van een aantal nieuwe culturele bestemmingen in de wijk Overhoeks, waar bijvoorbeeld het EYE Filmmuseum en de Overhoekstoren bij horen.

## Geschiedenis
Het cultureel centrum is gelegen op de plaats waar eerder de tuin van het naastgelegen Tolhuis lag. Deze Tolhuistuin groeide eind 19e eeuw uit tot een lusthof voor de betere kringen in Amsterdam, waar regelmatig muziekuitvoeringen plaatsvonden. In 1912 werd een deel van de tuin opgeofferd aan een verbreding van de Buiksloterweg. Het Tolhuis raakte rond de Eerste Wereldoorlog wat in verval, en de Tolhuistuin werd rond 1938 onderdeel van het terrein van de Bataafse Petroleum Maatschappij, later de Shell. In de jaren 60 was er zelfs even sprake van dat het Tolhuis en de Tolhuistuin zouden worden opgeofferd aan een verbreding van het IJ. Dat gebeurde niet, maar wel kwam in het zuidelijke deel van de Tolhuistuin het bedrijfsrestaurant van het Shell-laboratorium.
Vanaf het vertrek van Shell van het Overhoeks-terrein werd er al gesproken over een culturele herbestemming, met een opleverdatum rond 2009. Door allerlei oponthoud bleek dat uiteindelijk niet haalbaar en was er van 2007 tot 2014 tijdelijke programmering in het pand onder de naam Zomer in de Tolhuistuin.
De eerste tentoonstelling in het Paviljoen aan het IJ was 'Weak Signals, Wild Cards' (2009) van het internationale curatoren programma van de Appel. In mei 2014 opende Framer Framed de expositieruimte in het paviljoen met de tentoonstelling 'Crisis of History'. Tussen 14 en 21 september 2014 werd het centrum officieel geopend. In het najaar van 2019 verhuisde Framer Framed naar Amsterdam-Oost.
Verder kent het pand verschillende functies: popzaal Paradiso programmeert activiteiten in de hoofdzaal van het gebouw (550 plaatsen) onder de naam Paradiso Noord. Ook de Stichting Tolhuistuin en literaire organisatie SLAA Amsterdam programmeren programma's in het gebouw en in de tuin die daarachter ligt. Daarnaast zijn er nog twee kleinere zalen (beide 200 plaatsen) en een café-restaurant. Ook is het een van de locaties tijdens het jaarlijkse Amsterdam Dance Event.